# عزلة المعطن (حجة)

تعديل مصدري - تعديل

عزلة المعطن هي إحدى عزل مديرية الشغادرة في محافظة حجة اليمنية ويبلغ تعداد سكانها 7098 نسمة حسب التعداد السكاني في اليمن لعام 2004.

## روابط خارجية
- الجهاز المركزي للإحصاء بالجمهورية اليمنية
- المركز الوطني للمعلومات باليمن
- World Gazetteer:Yemen
- الدليل الشامل